# Перейра, Жозе Жоан
Жоа́н Пере́йра (порт. José João Rodriques Pereira более известный, как Жоан Кик (порт. João Kik); 9 октября 1981, Дили, Восточный Тимор) — восточнотиморский футболист, полузащитник клуба  «Порту Таибеси» и сборной Восточного Тимора.

## Клубная карьера
Жоан начал карьеру в клубе «Порту Таибеси». В 2004 году он дебютировал за команду на профессиональном уровне. Отыграв год Перейра перешёл в «Зебру», где выступал на протяжении следующих пяти сезонов. В 2010 году Жоан перешёл в клуб из своего родного города «Дили Лесте».

## Международная карьера
В 2004 году Жоан дебютировал за сборную Восточного Тимора. 29 июня 2011 года в отборочном матче чемпионата мира 2014 года против сборной Непала он забил свой первый гол за национальную команду.

### Голы за сборную Восточного Тимора
| # | Дата        | Место                              | Противник | Результат | Счёт | Соревнование                     |
| - | ----------- | ---------------------------------- | --------- | --------- | ---- | -------------------------------- |
| 1 | 2 июля 2011 | Дасарта Рангасала, Катманду, Непал | Непал     | 2:1       | 2:1  | Чемпионат мира 2014 квалификация |